# Nicolò Fagioli
Nicolò Fagioli (Piacenza, 12 februari 2001) is een Italiaans voetballer die doorgaans speelt als middenvelder. In juli 2025 verruilde hij Juventus voor Fiorentina. Fagioli maakte in 2022 zijn debuut in het Italiaans voetbalelftal.

## Clubcarrière
Fagioli voetbalde vanaf zijn zevende levensjaar in de jeugd van Piacenza, waarna hij vier seizoenen uitkwam voor Cremonese en daarna terechtkwam in de opleiding van Juventus. Hier speelde hij in het belofteteam, voor hij op 27 januari 2021 zijn professionele debuut mocht maken. In de Coppa Italia mocht hij die dag thuis tegen SPAL in de basisopstelling starten van coach Andrea Pirlo. Hij zag teamgenoten Álvaro Morata, Gianluca Frabotta, Dejan Kulusevski en Federico Chiesa tot scoren komen, waardoor met 4–0 gewonnen werd. Drie minuten voor tijd haalde Pirlo hem naar de kant ten faveure van Weston McKennie. Na nog een wedstrijd in de Serie A werd Fagioli in de zomer van 2021 voor een jaar verhuurd aan zijn oude club Cremonese. Met deze club behaalde hij promotie naar de Serie A in een seizoen waarin hij drieëndertig wedstrijden speelde in de competitie. Na zijn terugkeer schotelde Juventus de middenvelder een nieuw contract voor, lopend tot medio 2026. In het seizoen 2022/23 speelde hij zesentwintig competitiewedstrijden. Hij werd verkozen tot de beste speler tot drieëntwintig jaar in de Serie A.
In oktober 2023 werd Fagioli na een schikking met de Italiaanse justitie voor zeven maanden geschorst, nadat hij zichzelf aangegeven had voor illegale gokactiveiten. Na zijn terugkeer kwam hij weer aan spelen toe voor Juventus. In februari 2025 nam Fiorentina de middenvelder op huurbasis over, met een verplichte eoptie tot koop.

## Clubstatistieken
| Seizoen | Club         | Competitie | Competitie | Competitie | Beker | Beker | Internationaal | Internationaal | Totaal | Totaal |
| Seizoen | Club         | Competitie | Wed.       | Dlp.       | Wed.  | Dlp.  | Wed.           | Dlp.           | Wed.   | Dlp.   |
| ------- | ------------ | ---------- | ---------- | ---------- | ----- | ----- | -------------- | -------------- | ------ | ------ |
| 2020/21 | Juventus     | Serie A    | 1          | 0          | 1     | 0     | 0              | 0              | 2      | 0      |
| 2021/22 | → Cremonese  | Serie B    | 33         | 3          | 0     | 0     | —              | —              | 33     | 3      |
| 2022/23 | Juventus     | Serie A    | 26         | 3          | 3     | 0     | 8              | 0              | 37     | 3      |
| 2023/24 | Juventus     | Serie A    | 8          | 0          | 0     | 0     | —              | —              | 8      | 0      |
| 2024/25 | Juventus     | Serie A    | 17         | 0          | 1     | 0     | 4              | 0              | 22     | 0      |
| 2024/25 | → Fiorentina | Serie A    | 15         | 1          | 0     | 0     | 6              | 1              | 21     | 2      |
| 2025/26 | Fiorentina   | Serie A    | 0          | 0          | 0     | 0     | 0              | 0              | 0      | 0      |
| Totaal  | Totaal       | Totaal     | 100        | 7          | 5     | 0     | 18             | 1              | 123    | 8      |

Bijgewerkt op 20 juli 2025.

## Interlandcarrière
Fagioli maakte zijn debuut in het Italiaans voetbalelftal op 16 november 2022, toen een vriendschappelijke wedstrijd gespeeld werd tegen Albanië. Namens dat land opende Ardian Ismajli de score, waarna Giovanni Di Lorenzo en Vincenzo Grifo (tweemaal) zorgden voor een Italiaanse zege: 1–3. Fagioli moest van bondscoach Roberto Mancini op de reservebank beginnen en hij viel dertien minuten voor tijd in voor Nicolò Zaniolo. De andere Italiaanse debutanten dit duel waren Simone Pafundi (Udinese) en Andrea Pinamonti (Sassuolo).
In mei 2024 werd Fagioli door bondscoach Luciano Spalletti opgenomen in de voorselectie voor het EK 2024 in Duitsland. Hij werd vervolgens op 6 juni 2024 opgenomen in de definitieve selectie. Italië eindigde als tweede in een groep met Albanië, Spanje en Kroatië, waarna het in de achtste finales werd uitgeschakeld met een 2–0 nederlaag tegen Zwitserland. Fagioli kwam op het toernooi in actie tegen Kroatië en Zwitserland. Zijn toenmalige clubgenoten Federico Gatti, Federico Chiesa, Andrea Cambiaso (allen eveneens Italië), Dušan Vlahović, Filip Kostić (beiden Servië), Wojciech Szczęsny (Polen), Adrien Rabiot (Frankrijk) en Kenan Yıldız (Turkije) waren ook actief op het EK.
| Interlands van Nicolò Fagioli voor Italië | Interlands van Nicolò Fagioli voor Italië | Interlands van Nicolò Fagioli voor Italië | Interlands van Nicolò Fagioli voor Italië | Interlands van Nicolò Fagioli voor Italië | Interlands van Nicolò Fagioli voor Italië |
| №                                         | Datum                                     | Wedstrijd                                 | Uitslag                                   | Competitie                                | Goals                                     |
| Als speler bij Juventus                   | Als speler bij Juventus                   | Als speler bij Juventus                   | Als speler bij Juventus                   | Als speler bij Juventus                   | Als speler bij Juventus                   |
| ----------------------------------------- | ----------------------------------------- | ----------------------------------------- | ----------------------------------------- | ----------------------------------------- | ----------------------------------------- |
| 1                                         | 16 november 2022                          | Albanië – Italië                          | 1 – 3                                     | Vriendschappelijk                         |                                           |
| 2                                         | 4 juni 2024                               | Italië – Turkije                          | 0 – 0                                     | Vriendschappelijk                         |                                           |
| 3                                         | 9 juni 2024                               | Italië – Bosnië en Herzegovina            | 1 – 0                                     | Vriendschappelijk                         |                                           |
| 4                                         | 24 juni 2024                              | Kroatië – Italië                          | 1 – 1                                     | EK 2024                                   |                                           |
| 5                                         | 29 juni 2024                              | Zwitserland – Italië                      | 2 – 0                                     | EK 2024                                   |                                           |
| 6                                         | 10 oktober 2024                           | Italië – België                           | 2 – 2                                     | Nations League 2024/25                    |                                           |
| 7                                         | 14 oktober 2024                           | Italië – Israël                           | 4 – 1                                     | Nations League 2024/25                    |                                           |

Bijgewerkt op 20 juli 2025.

## Erelijst
| Competitie   |          |          |
| Competitie   | Aantal   | Jaren    |
| Juventus     | Juventus | Juventus |
| ------------ | -------- | -------- |
| Coppa Italia | 1        | 2020/21  |